# Aristida batangensis
Aristida batangensis là một loài thực vật có hoa trong họ Hòa thảo. Loài này được Z.X.Tang & H.X.Liu mô tả khoa học đầu tiên năm 1992.